# کاترین الیس (خواننده)
کاترین الیس (متولد کاترین جین مارگارت وود در 21 ژوئن 1965 در بروملی، انگلستان) خواننده و ترانه‌سرای انگلیسی است. او یکی از پایه‌های اصلی ژانر موسیقی هاوس در گذشته و حال است، او از سال 1990 به عنوان خواننده شناخته می‌شود.
همسرش مکس الیس که با او دو پسر دارد، یک عکاس حرفه ای است. برادرش توماس بازیگر تئاتر است. مادرش الیزابت به عنوان بازیگر در آکادمی سلطنتی برای هنرهای نمایشی آموزش دیده بود، مادربزرگش جوی ویولن و پیانیست بود و مادربزرگش الیزابت هاسلم خواننده اپرا بود که در سال ۱۸۹۳ برنده مسابقه ای در رویال آلبرت هال شد.

## آهنگ‌شناسی و نویسندگی

### خواننده برجسته
- ۱۹۹۰ استرس کمتر با حضور کاترین وود / "Don't Dream It's It's Over" / Junior Boy's Own (خواننده)
- 1991 Bocca Juniors / "Substantially Soulful" / Junior Boys Own (خواننده)
- 1994 4-2 the Floor / "Future Love" / Almighty Records (خواننده)
- 1994 4-2 the Floor / "Watching You Watching Me" / Almighty Records (خواننده)
- ۱۹۹۴ بازگشت به اصول / "همیشه" / رکوردهای عالی (خواننده)
- ۱۹۹۴ بازگشت به اصول / "همه برای عشق" / رکوردهای عالی (خواننده)
- ۱۹۹۵ کتی وود / "Give me Joy" / Phuture Trax (خواننده)
- ۱۹۹۶ فوران با حضور کاترین وود / "Let The Music" (خواننده)
- فوران ۱۹۹۷ با حضور کاترین وود / "Reach Out" (خواننده)
- فوران ۱۹۹۷ با حضور کاترین وود / "تسلیم" (خواننده)
- ۱۹۹۷ Ruff Driverz / "Don't Stop" / Undisputed & Inferno (خواننده) شماره ۳۰ بریتانیا
- ۱۹۹۷ راف درایورز / "عشق عمیق" / دوزخ (خواننده) شماره ۱۹ بریتانیا[۱]
- ۱۹۹۸ راف درایورز / «شرم» / دوزخ (خواننده) شماره ۵۱ بریتانیا[۱]
- 1999 4-2 the Floor با حضور جین مونتگومری / "What Have You Done For Me" / Almighty Records (خواننده)
- ۱۹۹۹ جین مونتگومری / "Baby One More Time" / Almighty Records (خواننده)
- ۲۰۰۰ جین مونتگومری / "Searchin' My Soul" / Almighty (خواننده)
- ۲۰۰۶ راجر سانچز با حضور لیزا پیور و کاترین الیس / " گمشده " / ضبط مخفیانه (خواننده)
- ۲۰۰۶ رابی ویلیامز / "مرا ببوس" / EMI (آواز پشتوانه و صدای ربات سکسی)
- 2007 ASBO با حضور کاترین الیس / "Let the Beat Hit 'Em" / Hed Kandi Records (خواننده)
- ۲۰۰۷ وایلدر و کلارک با حضور کاترین الیس / "Stand Up" / Hed Kandi Records (خواننده)
- ۲۰۰۸ سرون در مقابل کاترین الیس / "Laisser Toucher" / Maligator Productions (خواننده)
- ۲۰۰۸ بهشت هفتم با حضور کاترین الیس / "Nothin' Goin' On But The Rent" / وزارت صدا منتشر نشده (خواننده)
- ۲۰۰۹ کاترین الیس / "Hideaway" / UnClubbed (آلبوم) / New State Music (خواننده)
- ۲۰۱۰ دی جی نیک کورلین در مقابل کاترین الیس / "من عاشق این زندگی هستم (ممکن است تو را دوست داشته باشی)" / Net's Work International (خواننده)
- ۲۰۱۰ Oxford Hustlers & Katherine Ellis / "Love U More" / Fierce Angel (خواننده)
- 2011 ASBO با حضور کاترین الیس / "Let the Beat Hit 'Em" (Stefano Noferini Mix) / Hed Kandi Records (خواننده)
- ۲۰۱۲ جولیون پچ و سم هیل در مقابل کاترین الیس / "سکسی دانسر" / کلاب لوکس رکوردز (خواننده)
- ۲۰۱۲ یوتا سنتز در مقابل درامساوند و بیسلاین اسمیت / چه کاری می‌توانید برای من انجام دهید / وزارت صدا (خواننده)
- 2013 Booker T با حضور کاترین الیس / Give me joy / Liquid Deep Records (خواننده)
- ۲۰۱۳ استیون پرایس: موسیقی متن فیلم اصلی Gravity / Gravity / Water Tower Records (خواننده)
- ۲۰۱۳ هفتم بهشت با حضور کاترین الیس / عشق زنده است / 7H Label (خواننده)
- ۲۰۱۶ گای شیمن و کاترین الیس / "Say A Little Prayer" / Guy Scheiman Records (خواننده)
- گای شیمن و کاترین الیس ۲۰۱۸ / "آیا برای عشق آماده هستی" / گای شیمن رکوردز (خواننده)
- فیسی ۲۰۱۹ با حضور کاترین الیس / "Feelin' Love" / White (خواننده)
- گای شیمن و کاترین الیس ۲۰۲۱ / آهنگ آلبوم "Say A Little Prayer" "DJ Head Remix") / Guy Scheiman Records (خواننده)
- گای شیمن و کاترین الیس ۲۰۲۱ / آهنگ آلبوم "Say A Little Prayer" "Luis Vazquez Remix") / Guy Scheiman Records (خواننده)
- 2022 Freejak x Katherine Ellis / "Gonna Catch Ya" / فقط تبلیغی منتشر نشده (خواننده)

### خواننده و نویسنده/همکار
- 1998 Ruff Driverz ارائه Arrola / "Dreaming" / Inferno (گلوکار / نویسنده) انگلستان شماره ۱۰
- 1999 Ruff Driverz ارائه Arrola / "لا موزیک" Inferno (گلوکار / نویسنده) انگلستان شماره 14[۱]
- 2000 La Fiesta / "Dreaming" / آکسید رکوردز (گلوکار / نویسنده)
- 2001 .O.S.P / "Gettin' Into U" / دیتا رکوردز (گلوکار / نویسنده) شماره ۴۸ بریتانیا [۱]
- 2002 ATFC با بازی کاترین ایلیس / "فاکرمن" OnePhatDeeva (گلوکار / نویسنده)
- راون مکئیز / "فاسکینات" / دیتا رکوردز (گلوکار / نویسنده) انگلستان شماره ۳۷ [۱]
- ۲۰۰۴ دیلان رایمز کیترین ایلیس / "سالتی" / کنگزیز رکوردز (گلوکار / نویسنده) شماره ۷۰ بریتانیا [۱]
- ۲۰۰۴ لی کومبز با کاترین ایلیس / "شیور" / آذر لیکین رکوردز / آزولی رکوردز (گلوکار / نویسنده)
- ۲۰۰۵ تام استفان با کاترین ایلیس / "Here I Come" / Chumbomundo Records (گلوکار / نویسنده)
- ۲۰۰۵ دیلان ریمز با کیترین ایلیس / "دجای شکر" / کنگزیز رکوردز (گلوکار / نویسنده)
- ۲۰۰۶ بیمبو جونز / "هارلم وان استاپ" / کلمبیا رکوردز (گلوکار / شریک نویس)
- ۲۰۰۶ مارک نایت با کاترین ایلیس / "غیر قناعت آمیز" / رکاردهای Toolroom (گلوکار / نویسنده)
- ۲۰۰۶ تام استفان با کیترین ایلیس / "DOG" / Chumbomundo Records (گلوکار / نویسنده)
- 2006 Soul Flava با کارترین الیس / "ما عشق داریم" / DTPM / Blue Cube (گلوکار / نویسنده)
- ۲۰۰۶ لی کومبز با کیترین ایلیس / "کنترول" / ضبط‌های ترشست (گلوکار / نویسنده)
- ۲۰۰۶ گوشت کتی با کاترین ایلیس / "چه را دوست دارم" / "لوت ۴۹" (گلوکار / نویسنده)
- ۲۰۰۶ گوشت کیتی با کیترن ایلیس / "Round & Round" / آدرفت رکوردز (گلوکار / نویسنده)
- ۲۰۰۷ سرون با کاترین ایلیس / "Loverboy" / Maligator Productions (گلوکار / شریک نویس)
- ۲۰۰۷ جیسون هرد با کاترین ایلیس / "So Strong" / J Funk Recordings (گلوکار / نویسنده)
- ۲۰۰۷ ماتئو اسس و سان با کارترین الیس / "نوت شنگیینگ اطراف" / کاسمونوت بلو (گلوکار / نویسنده)
- 2008 Soul Avengerz با بازی کاترین ایلیس / "One Luv" (یک ضبط عشق / شیر و شکر) (گلوکار / نویسنده)
- ۲۰۰۸ کنت پاریس و کاترین ایلیس / "پوزا (به من کمک می‌کند) " / آئزکرم (گلوکار / نویسنده)
- رقص سال ۲۰۰۸ با کاترین ایلیس / "Do It" / Gfab (گلوکار / نویسنده)
- ۲۰۰۸ پل آمنول و گاف مک کل با کارترین ایلیس / "گتا گیت Through" / Born to Dance Records (گلوکار / نویسنده)
- ۲۰۰۸ تیم بلچر و کاترین ایلیس / "استلیتو استرت" / آینده در Cosmonote Blue Records (گلوکار / نویسنده)
- ۲۰۰۸ فرامسون با کاترین ایلیس / "When You Touch Me" / لوډ شده رکورد (گلوکار / نویسنده) بریتانیا شماره ۳۰
- ۲۰۰۹ روف درایورز آررولا / "دریمینگ ۲۰۰۹" / میلستروم (گلوکار / نویسنده)
- ۲۰۰۹ لی کومز با کیترن ایلیس / "کنترول" / نور و تاریکی (البهم) Lot49 (گلوکار / نویسنده)
- ۲۰۰۹ لی کومز با کیترن ایلیس / "تو منو دیوانه می‌کنی" / نور و تاریکی (البهم) Lot49 (گلوکار / نویسنده)
- سال ۲۰۰۹، "سولیتر" و "کاترین ایلیس" / "تو مال من" / موکیک کی رکوردز (گلوکار/نویسنده)
- 2009 Soulshaker و کاترین ایلیس / "Time 2 Play" / آڈیوفریک (گلوکار / نویسنده)
- ۲۰۱۰ آقای D.Y.F و کاترین ایلیس / "تمام روز عاشق" (گلوکار / نویسنده)
- ۲۰۱۰ کاترین ایلیس و 3DR مافیا / "تک کمی از عشق" (گلوکار / نویسنده)
- ۲۰۱۰ الکس نوسرای و کاترین ایلیس / "زندگی برای غروب آفتاب" / کار بین‌المللی نت (گلوکار / نویسنده)
- ۲۰۱۰ ریجی و کاترین ایلیس / "High on Your Love" / ثبت شده ۲ (البهم) موستیکو (گلوکار / نویسنده)
- ۲۰۱۰ خوان کید و فیلیکس بومگارتنر در مقابل کاترین ایلیس / "All You Need" Subliminal Records (گلوکار / نویسنده)
- ۲۰۱۱ کاترین ایلیس و دی جی‌های معتاد / "من می‌روم بیرون" / سفارتخانه / پول و موسیقی (گلوکار / نویسنده)
- ۲۰۱۱ کاترین ایلیس و استودیوپونکس / "Feed the Fire" / رکاردهای Vendetta / بلانکو و نیگرو (گلوکار / نویسنده)
- ۲۰۱۱ ساموئل سارتینی با کاترین ایلیس / "جمپینگ" / Do It Yourself Records (گلوکار / شریک نویس)
- ۲۰۱۱ کاترین ایلیس در مقابل کریگ سی و ایکستر آجر / "کسی نزدیک" / نون رکورد (گلوکار / نویسنده)
- ۲۰۱۱ الکتریک دیسکو و کاترین ایلیس / "Nothin' but luv" / کلب لوکسری رکوردز (گلوکار / نویسنده)
- ۲۰۱۲ آقای DYF و کاترین ایلیس / "تمام روز عاشق" / استارلایت رکوردز (گلوکار / نویسنده)
- ۲۰۱۲ راون مکئیز / "فاسکینات (الیکس کنجی رمیکس) " / Z Records (گلوکار / نویسنده)
- ۲۰۱۲ استیو فورس و کاترین ایلیس / چیز واقعی / صداهای دزدان دریایی (گلوکار / نویسنده)
- ۲۰۱۲ استیون لی و گرانایت با بازی کاترین الیس / "سیمپرو تو" / لانچ انٹرٹینمیننت LLC (گلوکار / نویسنده)
- ۲۰۱۲ پل مورل و کاترین ایلیس / "این راه نیست (برای نشان دادن عشق به من) " / فاحشه خانه رکورد (گلوکار / نویسنده)
- ۲۰۱۲ پل مورل و کاترین ایلیس با دان و / "هیچ مشکلی" / بزرگ در ایبیزا (گلوکار / نویسنده)
- ۲۰۱۲ بیمبو جونز / " و من سعی می‌کنم (بیسبتیک و لی داغر رمیکس) " / تومی بوی رکورد (گلوکار / نویسنده)
- ۲۰۱۳ فرامسون با کاترین ایلیس / "دموع" / فری میسن (گلوکار / نویسنده)
- ۲۰۱۳ کاترین ایلیس در مقابل هوگو کالفون و ریو دلا دونا / "آیا شما در آنجا هستید؟" / تولیدات S2G (گلوکار / نویسنده)
- ۲۰۱۴ آندریا مارتینی و کاترین ایلیس / "Set free" / صداهای عاطفی (گلوکار / نویسنده)
- 2014 ATFC با بازی کاترین ایلیس / "فاکرمین" / کنکریت (گلوکار / نویسنده)
- 2014 Pegasus با بازی کاترین ایلیس / "نور سرد روز" (آلبوم آهنگ) فریماسون (گلوکار / نویسنده)
- 2014 Jetlag زنده! & کاترین الیس / "عشق تو" / یک میلیون رکورد (گلوکار / نویسنده)
- 2015 My Digital Enemy & Katherine Ellis / "Live Again" / یک عشق (گلوکار / نویسنده)
- ۲۰۱۵ برادران پیورل، ویگو کینان و کاترین ایلیس / "تو می‌خواهی مرا ببینی (جان فیز تحسین) " / موسیقی جانگو (گلوکار / نویسنده)
- ۲۰۱۶ کات دیجان و کاترین ایلیس / "Take Me Over (I Found Love) " / لیکین رکاردهای (گلوکار / نویسنده)
- ۲۰۱۶ گی شیمان و کاترین ایلیس / "آن که نمی‌توانم فراموش کنم" / گای شیمان رکاردز (نویسنده / خواننده)
- ۲۰۱۶ استرو و کاترین ایلیس / "عشق ممنوع" / رقص جهانی (نویسنده / خواننده)
- ۲۰۱۶ لی کومز کاترین ایلیس و فازون / "تجربه‌های EP - من باور دارم" / Freakin909 (گلوکار / نویسنده)
- ۲۰۱۷ لی کومز کاترین ایلیس و فازون / "روح اسیدی من" / Freakin303 (گلوکار / نویسنده) را معرفی می‌کند
- ۲۰۱۷ پل مورل با کاترین ایلیس / "محبّت مرا ادامه بده" / سمنthing Records (گلوکار / نویسنده)
- ۲۰۱۷ ساموئل سارتینی و کاترین ایلیس / "من به شما نیاز دارم" / آرمادا (گلوکار / نویسنده)
- ۲۰۱۸ کیلیگز ایکس کاترین ایلیس / "من تو هستم" / موسیقی جانگو (گلوکار / نویسنده)
- ۲۰۱۹ کاترین الیس و تستون / "Perfect" / Swishcraft Music (گلوکار / نویسنده)
- 2019 Sweet LA & Katherine Ellis / "من باید بدانم" / Somn'thing Records (گلوکار / نویسنده)
- 2019 SRJ & Katherine Ellis / "ذوق عسل" / تولیدات SRJ (گلوکار / نویسنده)
- 2019 SRJ & Katherine Ellis / "به شدت تنها بودم" / SRJ Productions (گلوکار / نویسنده)
- ۲۰۲۱ گای شیمان و کاترین ایلیس / "آن که نمی‌توانم فراموش کنم" "دوب" آلبوم آهنگ) / گای شیمن رکوردز (گلوکار / نویسنده)
- ۲۰۲۱ کاترین الیس و لی داجر / "بزرگ تر با هم" / موسیقی سوشکرافت (گلوکار / نویسنده)
- ۲۰۲۱ فرین ماسون با کیترن ایلیس / "وقتی مرا لمس می‌کنی (رمیکس‌های کلاسیک چای رقص) " / Swishcraft Music (گلوکار / نویسنده)
- ۲۰۲۲ مارک پیچیوتی و کاترین ایلیس / "ماما's Dirty Little Baby" / فنکایلوف (گلوکار / نویسنده)
- ۲۰۲۲ شسر و کاترین ایلیس / "پارتی تمام شب" / SHAPESHIFT Records (گلوکار / نویسنده)

### اعتبارات نوشتن
- 2001 M&S دختر بعدی را معرفی می‌کند / "سالسول نوجیت (اگر می‌خواهی) " (نویسنده) شماره ۶ بریتانیا
- 2003 4Tune ۵۰۰ / رقص در تاریکی / طلا سیاه (نویسنده)
- ۲۰۰۴ پیتر آندری / "این جایی است که من متعلق خواهم بود" / وارنر موسیقی انگلستان Ltd / (با همکاری کاترین ایلیس، پل میهان و تیم وود کوک)
- ۲۰۰۵ جو او میارا / "این جایی است که من متعلق خواهم بود" / ساگا انٹرٹینمنٹ محدود / (مشارک نوشته توسط کاترین ایلیس، پل میهان و تیم وود کوک)
- ۲۰۱۲ سرگی لازارف / "این جایی است که من متعلق خواهم بود" / KISSKOALA / (مشارک نویس کاترین ایلیس، پل میهان و تیم وود کوک)
- ۲۰۱۷ چارلی هیدز / "ما را نپرست" / چارلی هایدز رکوردز (با کاترین ایلیس، چارلی هیدیز و لا روکس)
- ۲۰۱۷ چارلی هیدز / "Bitch Thin" / چارلی هایدز رکاردهای (مشارک نوشته شده توسط کاترین ایلیس، چارلی هیدیز و لا روکس)
- ۲۰۱۷ چارلی هیدز / "رین آن دیم" / چارلی هایدز رکوردز (با کاترین ایلیس، چارلی هیدیز و لا روکس)